# カルビーポテトチップス
カルビーポテトチップスは、カルビーが製造するポテトチップスのブランド。
カルビーのトップブランドで、1975年うすしお味・1976年のりしお・1978年コンソメパンチと発売、以降様々なフレーバー・サブブランドを立ち上げており、2019年時点で日本のポテトチップス市場の7割を占める。商標登録は、うすしお味第4464004号、のりしお第4464005号、コンソメパンチ第4464006号、ほか。
日本のスナック菓子の代表的存在。本社が広島時代の1964年に発売のかっぱえびせん、本社の東京移転直後の1973年に発売のプロ野球スナック、前身が1988年発売のフルグラ、1995年発売のじゃがりこ、2006年発売のJagabeeとともに、カルビーのメガヒット商品の一つ。
但し、日本初のポテトチップスは濱田音四郎の「フラ印」とされ、日本で初めて量産化したのが湖池屋であり、そのためカルビーは、日本のポテトチップス市場では後発になる。

## 沿革

### 構想
1964年、地方の一中小企業にすぎなかったカルビーは、小麦系スナックのかっぱえびせんを売り出した。社長の松尾孝は、首都圏での販売拡大を目指していたが田舎の商品なんか相手にされないと考えており「米国で評判になれば、お江戸もきっと振り向く」と1967年8月NYで開かれた国際菓子食品見本市にかっぱえびせんを出展する。渡米した松尾孝は、NY食料品店で当時日本ではまだ馴染みのなかったポテトチップスが山積みされているのを見て、いつか販売しようと構想を温めた。現在カルビーでは、これを構想の原点としている。
松尾孝は帰国後、役員会で取りまとめポテトチップスへの参入を決定した。ただ当時はかっぱえびせんが売れている最中でその対応が急務であり、ポテトチップス参入は後回しにされた。
もう一つ構想の出発点となった話がある。同1967年11月かっぱえびせんのアメリカでの販売を目指して、松尾孝の三男松尾雅彦は渡米して見本市でもらった名刺を頼りに企業回りをすると、そこでポテトチップスの製造・販売も手掛けていたNY卸大手ローレンツシュナイダー社のミルトン・ブラウンからスナック菓子ビジネス特に品質管理について学んだ。雅彦は帰国後そのことを父・孝に報告、孝はかっぱえびせんに次ぐ第2の商品としてポテトチップスに着目しだしたという。
そうした努力が実り、かっぱえびせんは爆発的な売上を記録し、カルビーは中小企業から成長企業へと脱皮した。ただかっぱえびせんは1971年を境に売上は落ちるようになる。そこへ1971年仮面ライダースナック・1972年サッポロポテト・1973年プロ野球スナック・1974年サッポロポテトバーベQあじ、と次々とヒット商品を生み出した（いくつかは当初かっぱえびせんの姉妹品として売り出されている）。これらの原材料は小麦粉の他にジャガイモも用いており、カルビーでは原料のジャガイモが足りなくなったことに加え、ポテトチップス事業参入も決定していたことから、1970年代前半から北海道に貯蔵庫や工場を建設していた。こうして小麦系のかっぱえびせん頼みから新たなジャガイモ事業への転換が進む中で、松尾孝は次こそはポテトチップスがカルビーの柱となるよう情熱を燃やすことになる。
1973年カルビーは攻勢をかけるため東京に本社を移す。1975年6月カルビー株主総会で松尾孝は「9月からポテトチップスをやる」とぶち上げ、ジャガイモ事業の本命であるポテトチップスへの本格参入が始まった。

### 発売
「カルビーポテトチップス」発売、最初に売り出された味はのちの「うすしお味」で、1975年9月北海道、同年10月東京、同年11月大阪、と販売エリアを広げていった。満を持しての市場投入だった。
- 1975年発売当初からパッケージは中身が見えるビニール製[3]。
- 1975年発売当初から1袋内容量90gで100円に設定[1][3]。

当時他社のポテトチップスは120円から150円。カルビーでは日本のポテトチップス市場が拡大していないのは価格が高いからという仮説を立てて100円にした。
- ジャガイモ品種にワセシロを使用[15]。

1972年あみ印食品工業はスティックタイプのポテトチップスが売れ、製造ラインを増強した。その一つである北海道斜里郡小清水町のあみ印北海道工場では1973年北海道立根釧農業試験場との共同で栽培比較を進め、そこで根育11号（ワセシロ）が通常のバレイショよりも収穫・揚げたときのカラーが優る結果が出ていた。のち、あみ印のポテト事業は頓挫し製造ラインを売却、1975年小清水工場をカルビーが買収し初のポテトチップス工場としたことで、ワセシロを使用することになった。
ワセシロがポテトチップスに適した品種であると全国的に知られるようになるのは、カルビーポテトチップス発売以降のことになる。また以上のことから小清水町は「カルビーポテトチップス発祥の地」とPRしている。
ただ当初は全く売れなかった。販売責任者だった松尾雅彦によると、問屋から追加注文はない、東京の店を歩いたら置いている店がない、置いていてもホコリを被って奥の棚にあった、という。そのホコリを被ったものの中を開けると、油が酸化していたという。そこで戦略を練り直し1976年6月新体制で売り出すと、一気に日本のポテトチップス市場トップシェアに躍り出た。
- 1976年から日本の菓子製品としては初めてとなる製造年月日を刻印[15][22][25][23][7][4]。

松尾雅彦は、昨日作ったものを今日売ることを目指し売れた量だけ生産して在庫を抱えないようにするため、商品の“鮮度”チェックとして製造年月日を刻むことにした、と証言している。
それ以前のスナック菓子商品には賞味期限の日付のみ記されていた。松尾雅彦は、当初全く売れなかったため、自身が1967年アメリカで学んだ品質管理を思い出して、卸の習慣を変え製造年月日を刻むことを決めた。この鮮度戦略にこだわったのは松尾孝ともされる。消費者には好評で、より新鮮なものを買うという購買意欲に繋がった。
これ以降カルビーでは“鮮度”が売上や利益と並ぶ重要な経営指標の一つとなった。
- 1976年からパッケージにじゃがいもキャラクターを掲示[26][3]。

キャラクターは原田治のデザイン。カルビー公式発表では、正式な名前はなく通称として「ポテト坊や」としている。原田側は「じゃがいもくん」。
- 1976年からCMに当時14歳の藤谷美和子を起用[1]。キャッチコピーは「100円でカルビーポテトチップスは買えますが、カルビーポテトチップスで100円は買えません。あしからず。」[10][1][15]

キャッチコピーは糸井重里作とされる。当時CMが大ブレイクし、藤谷のモノマネが流行ったという。一般にカルビーポテトチップスが売れた理由としてこのCM効果が大きかったと言われている。
フレーバー拡充も早くからはじめ、1976年「のりしお」、1978年「コンソメパンチ」、1982年「フレンチサラダ」を発売、特にコンソメパンチは爆発的なヒットとなった。
1983年パッケージを変更、業界で初めてアルミ蒸着フィルムを導入した。それまでのビニール製から遮光性・防湿性・防臭性が向上したことで鮮度向上に繋がり、またアルミの光沢感が高級感を演出したという。業界で初めて中身の酸化を防ぐために窒素充填を始めている。

### 改革
カルビー公表による沿革では、ポテトチップス発売前である1974年までをカルビー創業期、発売後である1975年以降をカルビー成長期、と区分けしている。
カルビーポテトチップス発売以前の日本のポテトチップス市場は、地方ごとにメーカーがあって地方向けに流通し、東京にも先行メーカーがあったものの、それらメーカーは原料のジャガイモが確保できた時だけポテトチップスを生産し原料がないときは生産を止めていた、とカルビー副社長を務めた藤岡健二が証言している。つまりカルビーポテトチップスを通年で市場投入するためには原料のジャガイモを確実に確保する必要があった。また製品の鮮度を保つためには結局原料の品質にこだわる必要があった。
ポテトチップス発売以前のカルビーは、松尾孝社長によるワンマン型中小企業経営で組織としては前近代的であり、ポテトチップスが爆発的に売れ急成長していくと組織として歪が生まれ様々な問題が発生した、と松尾雅彦が証言している。1978年宇都宮工場で女性工員の時間外過重労働が労働基準法違反に問われ、他の工場でも同様に問われることになった。ポテトチップスが売れ続けることにより労使問題は継続していた。また松尾雅彦によると、ポテトチップスが売れ始めた1976年ころから松尾孝はジャガイモ研究の方に熱心になり現場に立たず指示は自宅から電話で一方的に伝え、孝の息子たちがそれをフォローする体制になっており、結果的に経営のバトンタッチが進んでいた。
カルビーではポテトチップス発売以降こうした状況下で、消費者起点の社内改革や農工一体の産地改革、マネジメント改革・工場の生産効率化・原料ジャガイモ産地改革・SCM改革などが進められた。中田康雄はこの時期に慶大の同窓である松尾雅彦に請われてカルビーに入社し、生産管理を担当している。鮮度の高い商品を市場に投入するため全国を縦断するようにいくつも工場が整備された。JIT方式導入もこの頃からであり、1975年発売当初から不良在庫の要因となる押し込み販売を止めスーパーマーケットに対して乱売を止めるよう奔走し、製造年月日が導入されて以降店舗での製品チェックは営業担当者がおこない古いものは回収することになった。スナック菓子はかさばり物流効率が悪いため卸問屋に対して公平な取引条件に改定し物流施設を更新するよう勧めた。
1980年カルビーから原料部門が独立する形でカルビーポテト (企業)が発足した。この会社は農協経由ではなく直接生産農家と栽培契約を結びジャガイモの安定供給を図るとともに、全く考え方が異なる農家と工場との間で調整を図る目的で設立され、これによりカルビー内で原料の調達・製品加工・販売までのプロセスが統合されることになった。品種・輪作体系・イモの比重・肥培管理などカルビーが提案した条件を満たした農家には取引単価を上げるなど、生産農家と専属契約・インセンティブ制も本格化し、結果北海道でのジャガイモ生産は成長産業と化した。カルビーポテトは世界初のジャガイモ専用運搬船カルビーポテト丸も運用している。
こうした改革によりカルビーポテトチップスは一年中鮮度の高い状態で店頭に並べることができるようになり、1980年代は売れ続けた。この時期で国内ポテトチップス市場のシェア75%（推定）に達していた。安心した松尾孝は1987年社長を引退し、長男の松尾聰が二代目社長に就任した。
小売店・問屋・同業他社にも影響を与えた。カルビーの攻勢に同業他社の中にはポテトチップス事業を止めようとしたところもあったが、逆に日本のポテトチップス市場が拡大したことで売上が伸び共存することができた、とされる。製造年月日を刻印する取り組みは、当時同業他社や小売店・問屋から大ひんしゅくを買った。パッケージをビニール製からアルミ密着フィルムに変えた際、小売店・問屋から中身が見えなくなったと反発された。しかしこれらは後に菓子メーカーの常識にまでなった。
ただ原料のジャガイモを巡って、農協を通さず生産農家と直接契約するカルビーとホクレン農業協同組合連合会とで対立が続き、一時は関係修復不可能な状況にまで陥った。店舗での乱売阻止を巡って一時ダイエーからカルビーポテトチップスの全商品が撤去される騒ぎもあった。

### 2000年代
2000年代前半、日本では食の安全が問われる事故が続出し、それに伴い報道も加熱した。カルビーポテトチップスでも同様だった。
- 2000年「味ポテトガーリックバター」にカナヘビの死骸が混入していた為、混入した可能性がある約6万袋を自主回収[41][43]。
- 2002年スウェーデン政府は、イモ類を高温で焼いたあるいは揚げた食品中に高濃度のアクリルアミドが含有されていることを発表した。これを元に日本の報道・週刊誌は「ポテトチップスに発がん性」と報じ、その記事にはカルビーポテトチップスの写真が用いられていた[42][44][45]。
- 2005年カルビーポテトは、過去3年に渡り防疫検査を受けてないアメリカ産スノーデン種の種芋約5,000tを生産農家に供給していたとして、植物防疫法違反で書類送検された[41][42][46]。これを少なくとも5年前から行っていた可能性が見られている[47]。

2005年、事故の責任を取る形で三代目社長の松尾雅彦が辞任、中田康雄が四代目社長に就任した。カルビー創業者一族による同族経営が終わる発端の一つとなった。一方でこれらのことを受けて、カルビーでは社内体制が再構築され、それまでクレーム対応はお客様相談室で受け取る形で対応していたが、それに加えて営業担当者が直接訪問して対応する方針を導入している。この時期、2002年から消費者部門担当役員として陣頭指揮をとったのが伊藤秀二である。
それまでは国内流通分に関しては国産ジャガイモに依存していたが、2006年部分的解禁を受けて一時的にアメリカ産輸入ジャガイモでの製造を行い、2007年から期間限定で輸入ものでの製造を始めている。
2009年経営陣が一新、会長兼CEOに松本晃が、社長（五代目）兼COOに伊藤秀二が就任、同年ペプシコとの業務・資本提携を締結、ジャパンフリトレーを完全子会社化する。ただこの時期のカルビーポテトチップスの国内シェアは60%を割り込んでおり、更に低収益だった。その原因はいくつかあり、一つには、カルビーでは発売初期から鮮度戦略をとり製造物流拠点へ投資してきたが、1990年代食品包装の技術革新により品質を長く保つことができるようになったため、それまでの製造物流拠点が不要となり工場稼働率が低下、施設群が重い固定費となってしまったためであり、それが長く改善されないままだった。そこで松本は工場稼働率の向上に取り組み、それで増産されたポテトチップスの売上を伸ばすために2010年カルビーポテトチップスは値下げした。これにより国内シェア7割を回復、利益率も上がった。
2012年、世界最大501kgのポテトチップスを作成し、ギネス世界記録に認定される。ただ同2012年には「堅あげポテト関西だしじょうゆ」に5ミリ四方のガラス片が混入し食べた人物が口の中を切る事件が発生、混入した可能性があるシリーズ9種類、計約534万袋を自主回収している。これを受けてカルビーでは、顧客優先・情報開示・率先垂範・スピード・再発防止を柱とする自主回収における基本方針を策定している。
2015年、発売から40周年を迎えた。同年にカルビー初となる筒入り型「ポテトチップス クリスプ」を発売する。
2017年、「ポテトショック」平成28年台風第10号により北海道産ジャガイモ不足が深刻な状況にまでなり、一時的に販売休止処置が取られた。
その後、ポテトショックの反省から、道内外の水田地帯を利用するなどといった再発防止策に乗り出した。
2019年、賞味期限を6ヶ月に延長し、賞味期限表記を年月日から年月に変更した。食品ロス削減に向けた取組の一環で、技術的な改良をしたところ品質が維持できると確認が取れたため変更した、とカルビーはコメントしている。また初期から行っていた製造年月日表記はこれにより全廃している。
国内における加工用ジャガイモの需要増とそれに伴う生産量増加、ポテトショックを経て、長い間対立関係にあったホクレンとカルビーは和解し2020年提携協定を結んだ。その連携協定に基づく新商品開発の第1弾として、ホクレンオリジナルブランド「よくねたいも」を原料に用いた「CHIPS NEXT Original」が発売された。

## 品質

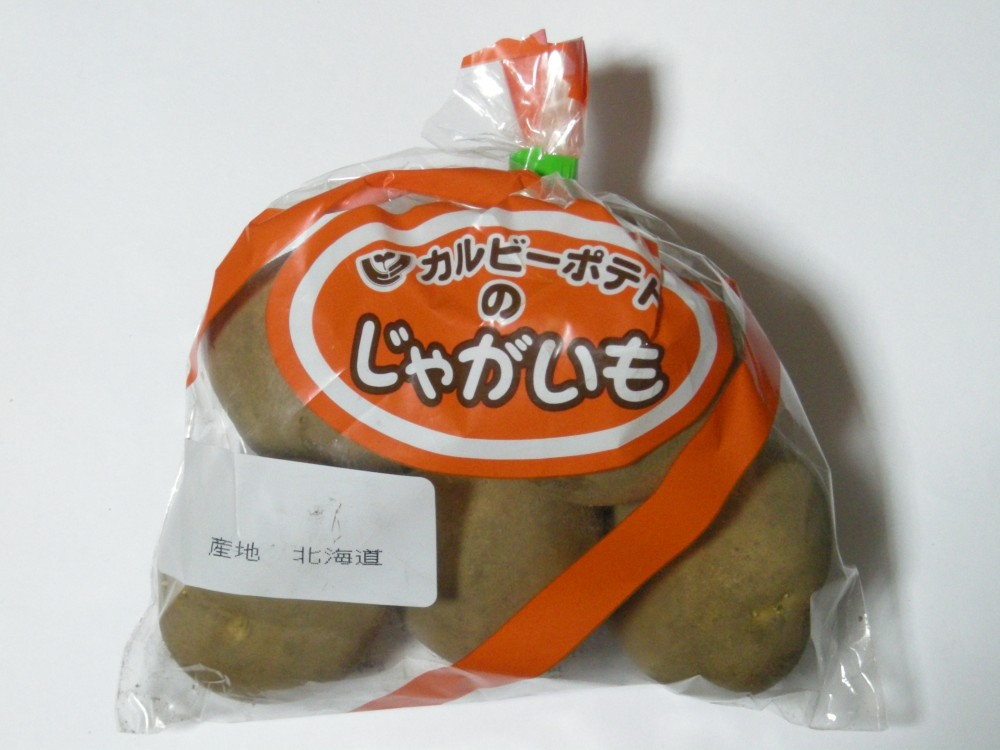
スーパーで売られているカルビーポテトのじゃがいも

日本国内で流通するカルビーポテトチップスの原材料バレイショは、7～8割が北海道産であり、残りが九州・本州・四国産とアメリカ産を用いている。カルビーにおける国産バレイショの収穫は毎年5月九州／6月四国と中部／6～7月関東／7～8月東北／7月～10月北海道で行われ、翌年5月ごろに北海道で生産され貯蔵していたものがなくなる。つまりポテトチップスは、毎年初夏から秋にかけて全国で収穫されたもので製造（新じゃがキャンペーン期間）、毎年冬から春にかけて北海道産貯蔵分で製造し、国内もの端境期にあたる毎年2月から6月に限り海外輸入ものを併用して製造している。
バレイショは植物防疫法により原則輸入が認められていない。ただ部分的に検疫を通ったもののみ認められており、カルビーではその枠を使って農林水産省指定工場でのみ輸入バレイショで製造している（カルビー工場は国内に13ヶ所（北海道2・茨城2・栃木3・岐阜1・滋賀1・京都1・広島2・鹿児島1）、うち輸入用は港に近い広島西と鹿児島の2ヶ所）。ここまでして輸入ものを用いるのは、安定して通年で生産する体制を整えることで小売の棚を確保するため。通年で小売の棚を確保することは北海道産ジャガイモを守ることにつながるという。2017年ポテトショックに伴い一時的に輸入枠が拡大されたが、その際に外国産で作ったポテトチップスは日本人の口に合わないとわかり、結果国産ものが見直されたという。また北海道産のものを全国の工場へ運搬するためにポテト丸を運用している。。カルビーポテトの馬鈴薯研究所では「ぽろしり」などポテトチップスに向いた新品種を開発している。
原料は生食用ではなく加工用のものであり、カルビーでは用いているジャガイモ品種を公開している。GMO（遺伝子組み換え作物）は使用していない
- トヨシロ
- ワセシロ
- きたひめ
- スノーデン
- 農林1号
- オホーツクチップ
- らんらんチップ
- スノーマーチ
- さやか
- ノーキングラセット
- アンドーバー
- 男爵

- ホッカイコガネ
- アトランチック
- チペタ
- パイク
- ダコタパール
- ニコレット
- ジャブリ
- ラモカ
- ぽろしり
- ワネタ
- ゆきふたば

通常の60gポテトチップス1袋あたりジャガイモ2～3個、コンビニ限定の85gポテトチップス1袋あたり3～4個使われている。同じ袋の中にあるポテトチップスでも厚みが違うのは、ジャガイモ品種それぞれの特性に合わせて同じ食感になるよう切るときの厚みを変えているためである。
アクリルアミドについて、カルビーではIR・投資家情報の事業等のリスクで以下の通り公表している。
アクリルアミド対策としては、そのもとになるアスパラギン・還元糖を減らす、必要以上に高温・長時間の加熱をしない、などの企業努力を行っている。ポテトチップスは160℃～180℃の温度の油で約2分揚げている。この際にジャガイモが油を吸うため、揚げる油は常に新しいものが注ぎ足され、古い油は残らない。

### パッケージ・容量
パッケージカラーは、うすしお味がオレンジ、コンソメパンチがベージュ、のり塩が黄色、と基幹商品は色が固定している。なお湖池屋ポテトチップスもほぼ同系色である。これにカルビーではキャラクター・ポテト坊やが描かれている。またパッケージに右上に、製造所固有記号、数字と英字からなる記号が刻まれており、そこから産地・生産者を検索できるサービスを公開している。
以下、定番品であるレギュラーサイズうすしお味のリニューアル遍歴を示す。1975年発売から2019年時点で14度リニューアルしている。
- 1975年 : 「カルビーポテトチップス」表記[70]。当初カラーは赤[70]。90g [70]。
- 1976年 : パッケージにポテト坊やを掲示。製造年月日表記。
- 1987年 : 「カルビーポテトチップス プレーンソルト」表記[70]。カラーは現行のオレンジに変更[70]。
- 1989年 : 「カルビーポテトチップス うすしお味」表記[70]。
- 1996年 : 賞味期限・製造年月日をパッケージ表面に表記[70]。
- 1997年 : 伯方の塩使用[70]
- 2003年 : 自然結晶塩使用[70]
- 2007年 : 化学調味料不使用に[70]。コンビニ限定サイズを90gから85gに減量[70]。コンビニ以外サイズを70gから65gへ減量。
- 2008年 : 石垣の塩使用[70]。
- 2015年 : 瀬戸内海の塩使用[70]。コンビニ以外サイズを65gから60gに減量[70]。
- 2019年 : 塩分量削減[70]。賞味期限を年月表記、製造年月日表記廃止。
- 2020年 : 容量60gでパッケージサイズを縦長に[71]。CO2排出量削減への取り組みの一環で、これにより輸送用ダンボールのサイズ・使用量が削減でき、トラック積載効率もあがる[71]。
- 2022年以降 : 2022年初頭、2022年9月、2023年6月に原材料費高騰を理由に値上げ。また2022年初頭の値上げの際にコンビニ限定サイズを85gから80gへ変更。
- 2025年：7月以降に、原材料価格の高騰を理由に通年商品は60gから55gに変更、地域の味は58gから53gに変更となる[72]。

### できたて

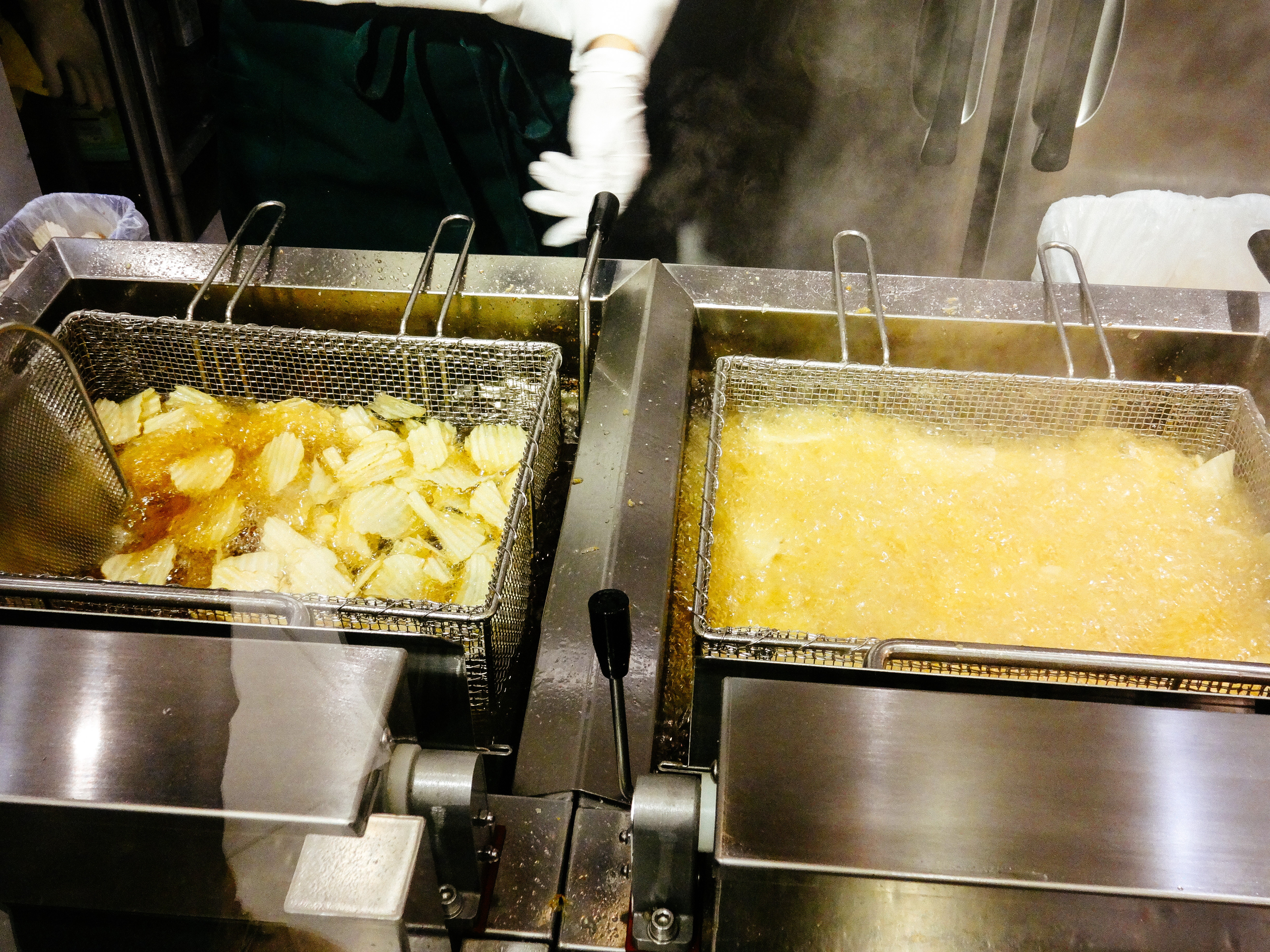
カルビープラスでの調理風景

カルビーでは国内3ヶ所で工場見学を実施しているが、ポテトチップス製造の見学ができるのが北海道千歳工場のみになる。事前申し込みが必要。所要時間は約1時間程度でガイド付きであり、製造工程を窓から覗いて見る形になる。できたてを試食でき、お土産に数種類もらえる。
またカルビーでは「カルビープラス」というアンテナショップを展開している。そのいくつかで、できたてのポテトチップスを販売している。

## 商品一覧
ポテトチップスそのものはシンプルなスナック菓子であるため、早くからフレーバー開発が進んだ。その大きな転換点となったのは1978年発売のコンソメパンチの大ブームであり、この味替わりポテトチップスの成功はカルビーだけでなく他社でも影響しフレーバーによる差別化競争が始まった。地域限定商品は、「自分の育った土地でなじみのある味つけ」を好んで食べる傾向があるためそれを元に商品開発している。醤油味が特に多い。カルビー公式によると、常時50種類以上、限定商品を含めると年間で100種類程度販売されている。2018年報道によると地域限定商品を含めると年間で約200種類が販売されている。消費者の好みの多様化を促進しているものの、逆に商品の短命化も進んでいる。
カルビー製品内での売り上げトップは、1965年からしばらく“かっぱえびせん”だった（1972年“仮面ライダースナック”と1974年“サッポロポテトバーベQ味”は除く）。1977年から“カルビーポテトチップスうすしお味”がカルビー製品内での売り上げトップとなり、1980年からうすしお味あるいは“カルビーポテトチップスコンソメパンチ”が1位2位となり、1995年“じゃがりこ”が発売されて以降トップ3はポテトチップス系とじゃがりこ系で占めている。

### 現行

#### 通年商品
- うすしお味
- コンソメパンチ
- のりしお
- フレンチサラダ
- しょうゆマヨ
- しあわせバタ〜
- 味わいしお味（厚切り）
- コク深いチキンコンソメ（厚切り）

#### 地域の味
- 北海道バターしょうゆ味 - 北海道東北（一部中部）限定
- のり塩パンチ - 東北関東（一部中部）限定
- 白しょうゆ - 中部限定
- 関西だししょうゆ[注 8] - （一部中部）関西限定
- 九州しょうゆ - 中四国九州限定
- 瀬戸内レモン味 - 中国四国限定

#### コンビニ限定
- コンソメWパンチ

#### 47都道府県の味
47都道府県それぞれの地元の味を再現したポテトチップスを数量限定・期間限定で発売。

#### その他
2020年時点でポテトチップスに分類されている商品

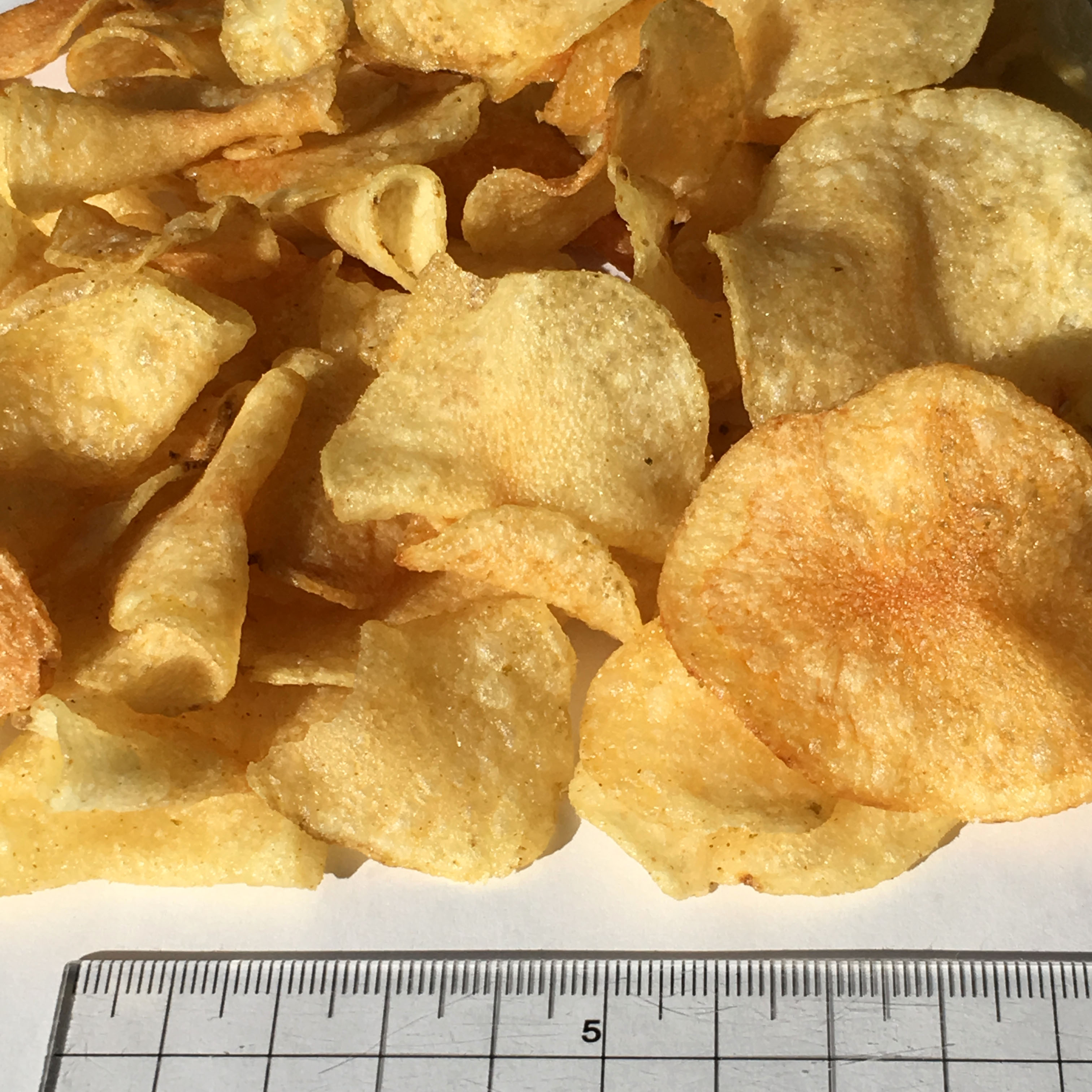
ポテトチップスクリスプ
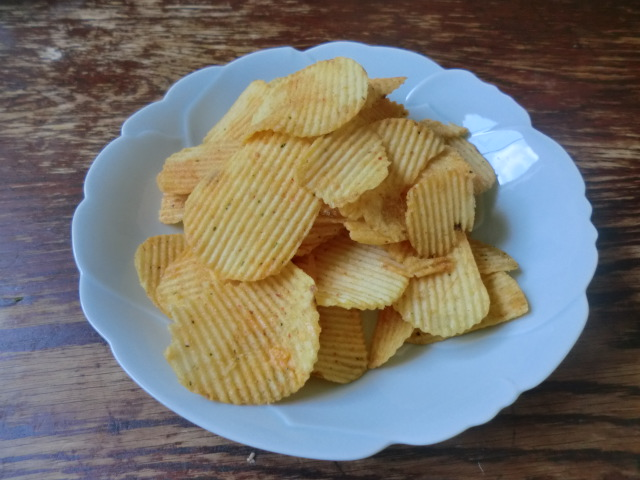
堅あげポテト
- ピザポテト
- 夏ポテト
- ア・ラ・ポテト
- ポテトチップスギザギザ
- ポテリッチ
- ポテトチップス極濃
- ザ・ポテト
- ポテトデラックス
- クランチポテト
- 極じゃが
- シンポテト
- おいしく減塩
- カード付きポテトチップス
  - 2020プロ野球チップス
- カラビー

- 堅あげポテト
- ピザポテト

### 主な過去商品
- エスニカン

1986年〜1993年に発売。当時の激辛ブームに乗せて発売。2018年3月12日から復刻版を発売（5月下旬までの期間限定発売の予定）
2023年には、香港版の「ポテトチップス　熱浪」として逆輸入版が再発売された。
- グリルビーフ

1987年〜1993年に発売。2018年3月12日から復刻版を発売（5月下旬までの期間限定発売の予定）
- お好み焼きチップス

1989年〜1993年に発売。前身は「OKONOMI CHIPS」。2018年3月12日から復刻版を発売（5月下旬までの期間限定発売の予定）
- ポテリッチ こだわりの黒こしょう味
お酒のつまみに合うポテトチップスをローソンで2012年3月20日に限定で発売。
- ポテトチップス 贅沢バニラ
冷やして食べるとうまいポテトチップスがコンビニで2012年4月16日に、コンビニ以外では4月30日に期間限定で発売。
- 極じゃが（きわじゃが）
3.5ミリメートルと厚めにカット。2017年発売[80]。

- カード付きポテトチップス
  - ラグビー日本代表チップス - 2020年カードリスト
  - 遊戯王チップス - 2020年カードリスト
  - プロ野球チップス ＆ 侍ジャパンチップス - 2020年カードリスト
  - Jリーグチップス ＆ サッカー日本代表チームチップス - 2020年カードリスト
  - ポテトチップス妖怪ウォッチ - 2020年カードリスト
  - ドラえもんチップス - 2020年カードリスト
  - ヱヴァンゲリヲンチップス - 2020年カードリスト
  - 仮面ライダーチップスR - 2020年カードリスト
  - 以下はリスト不明
    - 忍者ハットリくんチップス
    - パーマンチップス
    - ドラハッパーチップス
    - 5きげんチップス（ドラえもん、忍者ハットリくん、パーマン、オバケのQ太郎、プロゴルファー猿の5作品）

※この5つの商品もカード付きで当たりが出るとカードアルバムが貰える。1980年代前半の藤子不二雄劇場の放送に合わせて発売された。なお、ドラえもんチップスは2014年に再発売された。

- コラボ商品
  - ONE PIECEパッケージでセブン-イレブン数量限定発売（うすしお、のりしお）（2025年）
  - 料理研究家・リュウジ監修（2025年）
    - おたくのマヨ味
    - 至高のうすしお味

  - ROOKIESパッケージでコンビニ限定発売（うすしお、のりしお、コンソメWパンチ）（2025年）
  - 味の素
    - 焦がしにんにくのマー油と葱油が香る、ザ★®チャーハン味（2025年）
    - AJINOMOTO BRANDギョーザ味（2025年）
    - CockDo 香味ペースト味（2024年）
    - 丸鶏がらスープ味（2024年）　

  - 雪印メグミルク 雪印北海道バター味（2024年）
  - ミツカン 味ぽん味（2024年）
  - セブン-イレブン ななチキ味、揚げ鶏味（2024年）
  - ケンタッキー・フライド・チキン レッドホットチキン味、オリジナルチキン味（2024年）
  - スプラトゥーン3 イカスミ色のコンソメパンチ（2024年）
  - 雪印メグミルク 6Pチーズ味（2023年）
  - 鬼滅の刃 コンソメ無限パンチ（2021年）
  - 永谷園 お茶づけ海苔味、さけ茶づけ味（2021年）
  - ファミリーマート ファミチキ味、厚切りポテトチップスファミチキ味（2021年）
  - クアアイナ（2017年） 
    - 厚切りモッツァレラアボカドバーガー味
    - 厚切りポテトチップステリヤキバーガー味

  - ドン・キホーテ レインボーポテトチップスなないろ出汁味（2016年）
  - 高級中華スープの素 味覇味（2014年）
  - ケンタッキー・フライド・チキン カーネルクリスピー味（2014年）

など　　
- その他
  - エースコック カルビーボテトチップス のりしお味焼そば（2024年）

### 海外展開
- アメリカ合衆国カルビーノースアメリカ
  - Potato chips
- 韓国ヘテカルビー
  - ハニーバターチップ
  - Seng Seng Chips
- 中国カルビー（杭州）食品有限公司
  - 薯片
  - 蜂蜜黄油薯片
  - 坚薯片
  - 波塔比薯片
- 香港カルビー四洲有限公司
  - 薯片
  - 薄餅味薯片

- シンガポールカルビーモウセン
  - Potato chips
  - Crispy Potato
  - Spicy Pizza
- インドネシアカルビーウィングスフード
  - Potabee
  - Japota
- イギリスカルビーUK
  - シーブルック・クリスプス

2011年東証一部上場以降、カルビーでは海外事業の拡大を経営戦略の柱としている。韓国ではしあわせバターの現地版であるハニーバターチップが2014年大ブレイクし、品薄状態になるなど社会現象が起きた。イギリスでは2018年現地子会社カルビーUKがシーブルック・クリスプス社を買収、そのままのブランドで販売している。
関連会社カルビーポテト (企業)・ジャパンフリトレーの製品については当該リンク先参照。

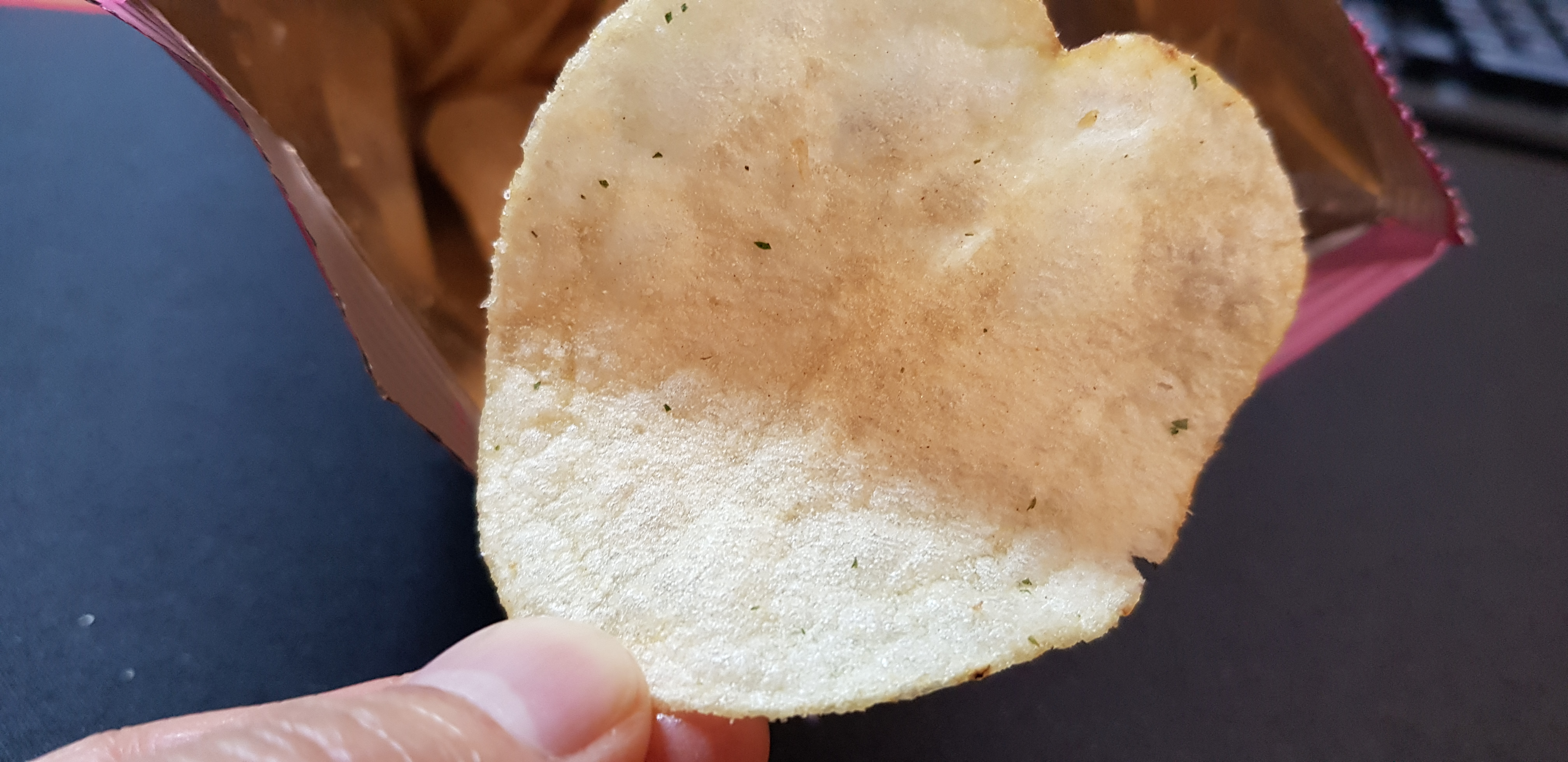
韓国版のハニーバターチップ

## CM

### CM出演
- 山本リンダ（発売当時）
- 三田寛子
- 藤谷美和子
- 木ノ葉のこ
- 本田美奈子
- 宮沢りえ
- 1993年 : 鶴田真由
- 加藤紀子
- 国仲涼子
- 大橋のぞみ
- 2010年 - 2016年 : 蒼井優
- 2010年 : タイガーマスク (4代目)
- 2010年 : ジャルジャル
- 2012年 - 2013年 : 剛力彩芽
- 2014年 : 三又又三
- 2019年 : 貴景勝光信
- 2021年 : 川口春奈、aiko

### CMソング
- 1987年 : fa・ri・ra[84]
- 1988年 : '88〜Love Story
- 1992年 : BLOWIN'
- 1992年 : BOMBER GIRL
- 1993年 : 会いたい気持ち
- 1993年 : 風の住む星
- 1995年 : どんないいこと
- 2007年 : Million Films
- 2021年 : 食べた愛